# Больница Святого Эгидия (Дарем)
Больница Святого Эгидия (англ. Hospital of St Giles of Kepier) — бывшая больница в районе Кепье города Дарем (Англия); была основана как богадельня в XII веке — первая больничная часовня была освящена в 1112 году; новое здание, рассчитанное на тринадцать пациентов, было построено около 1180 года под руководством епископа Хью Ле-Пюизе; является памятником архитектуры I категории.

## История и описание

### Первая больница
Больница Святого Эгидия была основана в Гилсгейте (Дарем) епископом Фламбардом — как богадельня; согласно католическому канону, Святой Эгидий является покровителем нищих и калек. Первая больничная часовня была посвящена в июне 1112 года; за исключением церкви, первоначальные здания больничного комплекса были деревянными. Фламбард наделил больницу целым рядом земель: включая поместье Калдекотес, мельницу на Мельнбурне (Дарем) и доходом (хлебами) от пятнадцати своих деревень. Будущий Святой Годрик (около 1065—1170) некоторое время являлся привратником при больничной церкви.
Здания больницы (за исключением её церкви) были разрушены солдатами Уильяма Кумина, канцлера шотландского короля Давида I Святого: Кумин претендовал на звание законно избранного епископа Дарема, но отступая из города — под натиском войск своего оппонента, епископа Вильгельма (ум. 1152) — пытался не допустить переход больницы в руки противника. Первая больничная церковь по-прежнему используется как приходская церковь Св. Эгидия в Джайлсгейте; другие здания от первой больницы не сохранились.

### Здание в Кепье
Около 1180 года больница была заново отстроена на берегу реки Уир, в районе Кепье; новыми основателями выступили епископ Хью ле Пуазе (Hugh le Puiset, около 1125—1195) и тринадцать монахов — предполагалось, что помещения смогут вместить около тринадцати пациентов (мужчин), а также — путешественников и паломников. Пуазе даровал больнице ещё больше земель: включая деревню Клифтон, свинцовый рудник в Уирдейле, торфяник в Ньютоне и больше прав на хлеба в деревнях епископства. Чтобы еще больше обеспечить и упрочить финансирование больницы, епископ создал отдельное боро Святого Эгидия, ядро современного района Джайлсгейт. В последующие десятилетия Кепье часто был связан с политикой и войнами в данном пограничном регионе: так Эдвард I и королева Изабелла остановились в больнице во время их поездок на север. Регион пострадал и от набегов шотландцев: в частности, в 1315 году.
Финансы больница в Кепье были проверены в 1535 году — в рамках обследования монастырей, проведенного Генрихом VIII (см. «Valor Ecclesiasticus»). Оказалось, что данный госпиталь являлся самым богатым в епархии, собирая 25 % от общеепархиального годового дохода. Кепье оказался в списке обителей, подражавших закрытию, что вызвало восстание в регионе (см. «Благодатное паломничество»). Хотя глава больницы и поддержал епископа Дарема в противостоянии с восставшими, его коллегу — сэра Джона Балмера — казнили за участие в восстании. Законодательство 1539 года распустило некоторые больницы — в том числе и госпиталь Святого Эгидия; бывшие больничные земли были переданы барону Уильяму Пейджету (1506—1563) — хотя вскоре они вернулись в состав королевских земель, откуда затем были дарованы повторно.
Семья Хит, владевшая бывшими помещениями второй больницы, внесла существенные изменения в их структуру: они разбили сады и возвели особняк, на территории, где предположительно столи часовня и лазарет. К 1827 году дом стал гостиницей «Kepier Inn» или «White Bear» (белый медведь). Местная мельница просуществовала до 1870 года, пока не была уничтожена пожаром. Остатки комплекса больничных зданий в настоящее время являются памятником архитектуры со статусом I и II*; западный корпус включен в английский реестр зданий, находящихся в опасности («Buildings at Risk»).